# آقای پیت جوان
آقای پیت جوان (انگلیسی: The Young Mr Pitt) فیلمی در ژانر زندگینامه‌ای و درام به کارگردانی کارول رید است که در سال ۱۹۴۲ منتشر شد. از بازیگران آن می‌توان به رابرت دونات، رابرت مورلی، پیتر گاثورن، آستین تِـرِور و هربرت لام اشاره کرد.